# Лоран Депуатр
Лоран Депуатр (фр. Laurent Depoitre, нар. 7 грудня 1988, Турне) — бельгійський футболіст, нападник клубу «Гент».

## Клубна кар'єра
Народився 7 грудня 1988 року в місті Турне. Вихованець кількох невеликих бельгійських клубів, останнім з яких став «Турне». У ньому 2005 році Депуатр і дебютував у дорослому футболі, взявши участь у 31 матчі третього за рівнем дивізіону країни. Після цього грав у тому ж дивізіоні за клуби «Перювельз» та «Ендрахт», зайнявши з останнім перше місце та вийшовши до другого дивізіону.
Влітку 2012 року Лоран перейшов в «Остенде». 22 серпня в матчі проти «Сент-Трюйдена» він дебютував за нову команду в матчі другого дивізіону. За підсумками сезону він допоміг команді вийти в еліту. 27 липня 2013 року в матчі проти «Генка» Лоран дебютував у Жюпіле-лізі. 15 вересня в поєдинку проти «Стандарда» він забив свій перший гол за клуб в еліті.
Влітку 2014 року Депуатр перейшов в «Гент». 26 липня в матчі проти «Серкль Брюгге» він дебютував за нову команду, замінивши у другому таймі Давіда Полле. 3 серпня в поєдинку проти «Мехелена» Лоран зробив «дубль», забивши свої перші голи за «Гент». У 2015 році він допоміг команді вперше в історії виграти чемпіонат. 16 липня в матчі за Суперкубок Бельгії проти «Брюгге» Депуатр забив єдиний гол.
Влітку 2016 року Депуатр перейшов в португальський «Порту», підписавши чотирирічний контракт. Сума трансферу склала 6 млн євро. 12 серпня в матчі проти «Ріу Аве» він дебютував у Сангріш-лізі, замінивши у другому таймі Андре Сілву. У поєдинку проти «Шавеша» Лоран забив свій перший гол за «Порту».
Втім так і не ставши основним гравцем «драконів», влітку 2017 року в пошуках ігрової практики Депуатр перейшов у англійський «Гаддерсфілд Таун». Сума трансферу склала 6 млн євро. У матчі проти «Вест Гем Юнайтед» він дебютував в англійській Прем'єр-лізі. 16 вересня в поєдинку проти «Лестер Сіті» Лоран забив свій перший гол за «Гаддерсфілд Таун». Забивши у першому сезоні 6 голів у 33 іграх чемпіонату Лоран допоміг команді зайняти 16 місце та зберегти прописку в еліті, втім вже наступного сезону клуб зайняв останнє 20 місце і вилетів в Чемпіоншип, після чого бельгієць повернувся в «Гент», підписавши трирічний контракт. Станом на 26 жовтня 2019 року відіграв за команду з Гента 8 матчів в національному чемпіонаті.

## Виступи за збірну
10 жовтня 2015 року дебютував в офіційних іграх у складі національної збірної Бельгії в матчі відбору до чемпіонату Європи 2016 року проти збірної Андорри. У цьому ж поєдинку він забив свій перший гол за національну команду.
| Дата       | Місто            | Господарі | Результат | Гості   | Турнір            | Голи | Примітки |
| ---------- | ---------------- | --------- | --------- | ------- | ----------------- | ---- | -------- |
| 10-10-2015 | Андорра-ла-Велья | Андорра   | 1 – 4     | Бельгія | Відбір до ЧЄ 2016 | 1    | 72'      |
| Усього     |                  | Матчів    | 1         |         | Голів             | 1    |          |

## Титули і досягнення
- Чемпіон Бельгії (1):

«Гент»: 2014–15
- Володар Суперкубка Бельгії (1):

«Гент»: 2015
- Володар Кубка Бельгії (1):

«Гент»: 2021–22